# Raïon Oktiabrski (oblast autonome juif)
Pour les articles homonymes, voir Raïon Oktiabrski et Raïon d'Oktiabrskoïe.
Le raïon Oktiabrski ou raïon d'Octobre (en russe : Октябрьский район, Oktiabrski raïon) est l'un des cinq raïons de l'oblast autonome juif au sud-ouest de celui-ci.
Il s'étend sur 6 400 km2 et compte 13 100 habitants.
Amurzet est le chef-lieu du raïon.